# Lafayette C. Baker

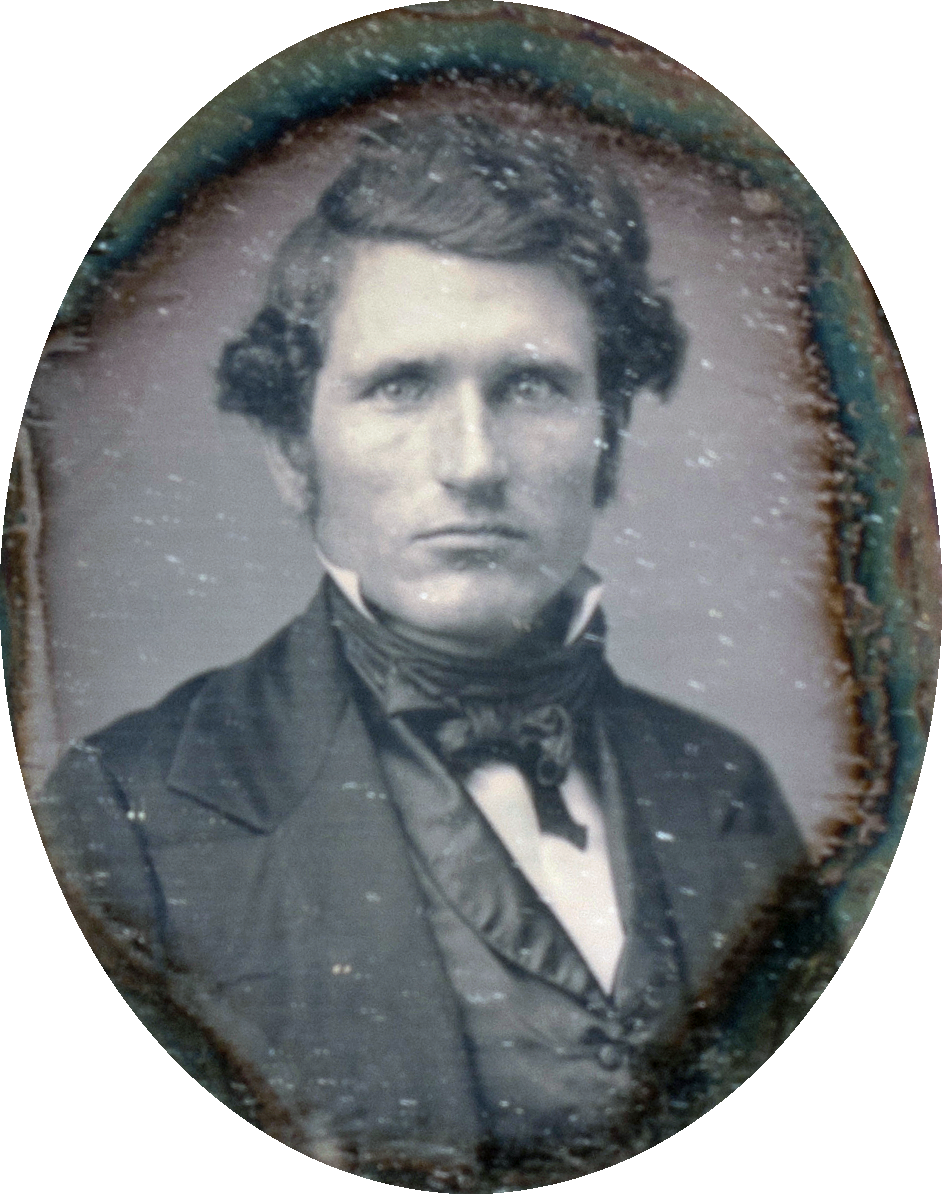
Lafayette C. Baker

Lafayette C. Baker (* 13. Oktober 1826 in Stafford, Genesee County, New York; † 3. Juli 1868 in Philadelphia, Pennsylvania) war ein amerikanischer Spion und Nachrichtenoffizier während des amerikanischen Bürgerkrieges.
Über das Leben Bakers vor dem Krieg ist wenig bekannt. Zu Beginn des Bürgerkrieges spionierte er für General Winfield Scott hinter den feindlichen Linien in Virginia. Seine Informationen waren dem General offenbar so wertvoll, dass er Baker zum Captain beförderte. Von Kriegsminister Edwin M. Stanton wurde er dann zum Chef des Nachrichtendienstes der Unionsarmee ernannt. Nach dem Attentat auf Präsident Abraham Lincoln am 14. April 1865 wurde er mit der Verfolgung der Täter beauftragt. Nach der Verhaftung bzw. der Erschießung von John Wilkes Booth am 26. April 1865 wurde er zum Brigadegeneral befördert. Außerdem erhielt er einen Anteil an der ausgesetzten Prämie zur Ergreifung der Attentäter.
Im Kampf zwischen dem neuen Präsidenten Andrew Johnson und den radikalen Republikanern um Kriegsminister Stanton unterstützte Baker den Kriegsminister. Er ließ Johnson überwachen, um Beweismaterial für dessen Amtsenthebung zu sammeln. Johnson bemerkte dieses Vorhaben und entließ Baker, der sich nun auch mit Stanton überwarf.
In der Folge bis zu seinem Tod am 3. Juli 1868 beschuldigte er Stanton, hinter den Kulissen das Attentat auf Lincoln geplant zu haben. Als Beweis führte er unter anderem an, Stanton habe wichtiges Beweismaterial wie das Tagebuch von John Wilkes Booth manipuliert, indem er 18 Seiten dieses Buches verschwinden ließ (diese Seiten fehlen tatsächlich bis zum heutigen Tag). Außerdem fühlte er sich bedroht. Er glaubte, Stanton habe gedungene Mörder auf ihn angesetzt. Als er dann starb, kamen auch bald entsprechende Gerüchte auf. Tatsächlich scheint die Todesursache laut einer DNA-Analyse eine Arsenvergiftung zu sein. Deren Ursache ist aber ungewiss und seine Anschuldigungen bleiben spekulativ.
Baker ist keineswegs als Vorläufer des heutigen Secret Service zu sehen. Seine Rolle bei der Aufklärung des Lincoln-Attentats verschafft ihm aber einen Platz in der Geschichte der Aufklärung dieses Verbrechens.